# UCI Women's World Tour 2021

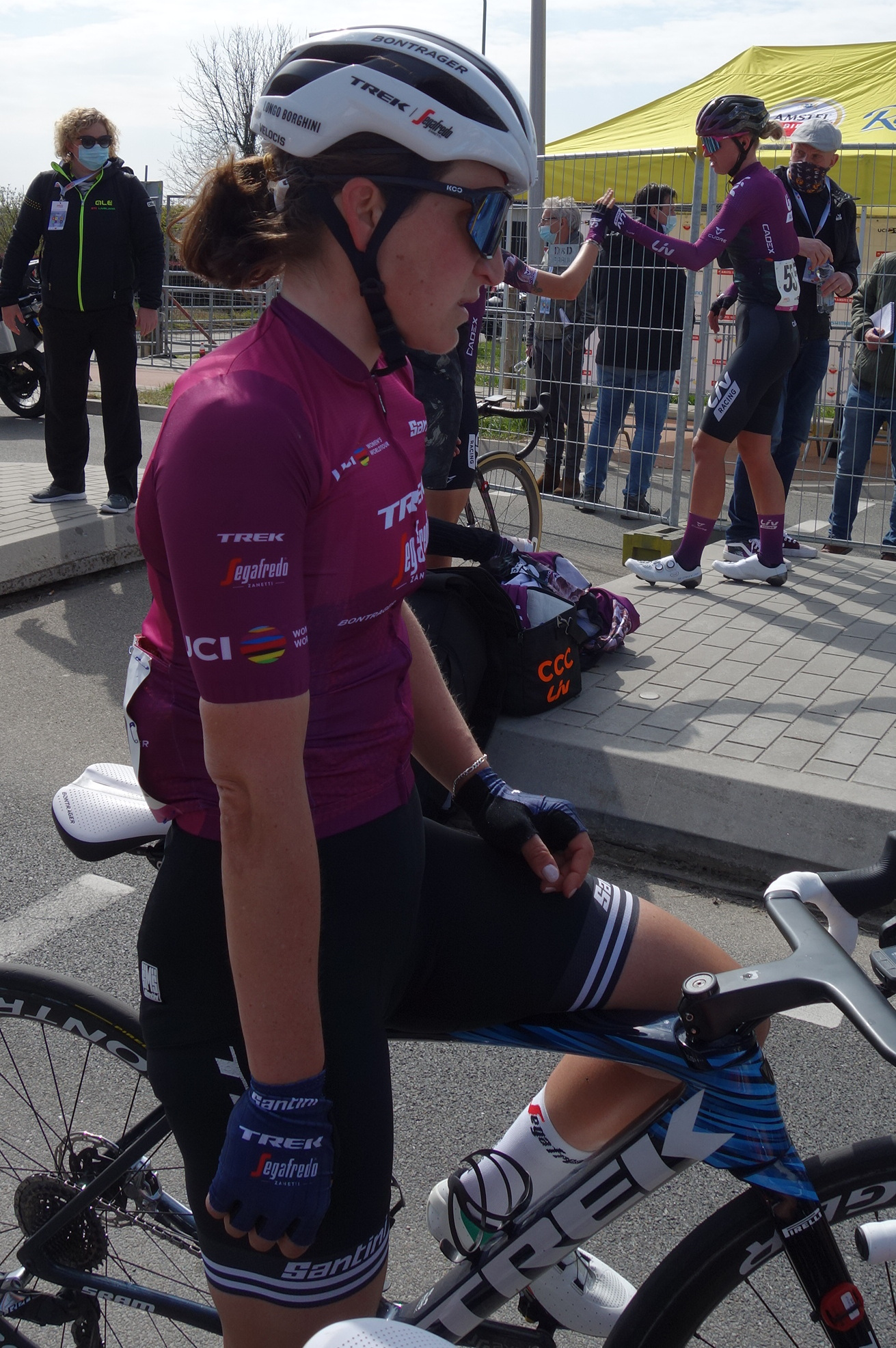
Elisa Longo Borghini in de paarse leiderstrui bij de Amstel Gold Race 2021.

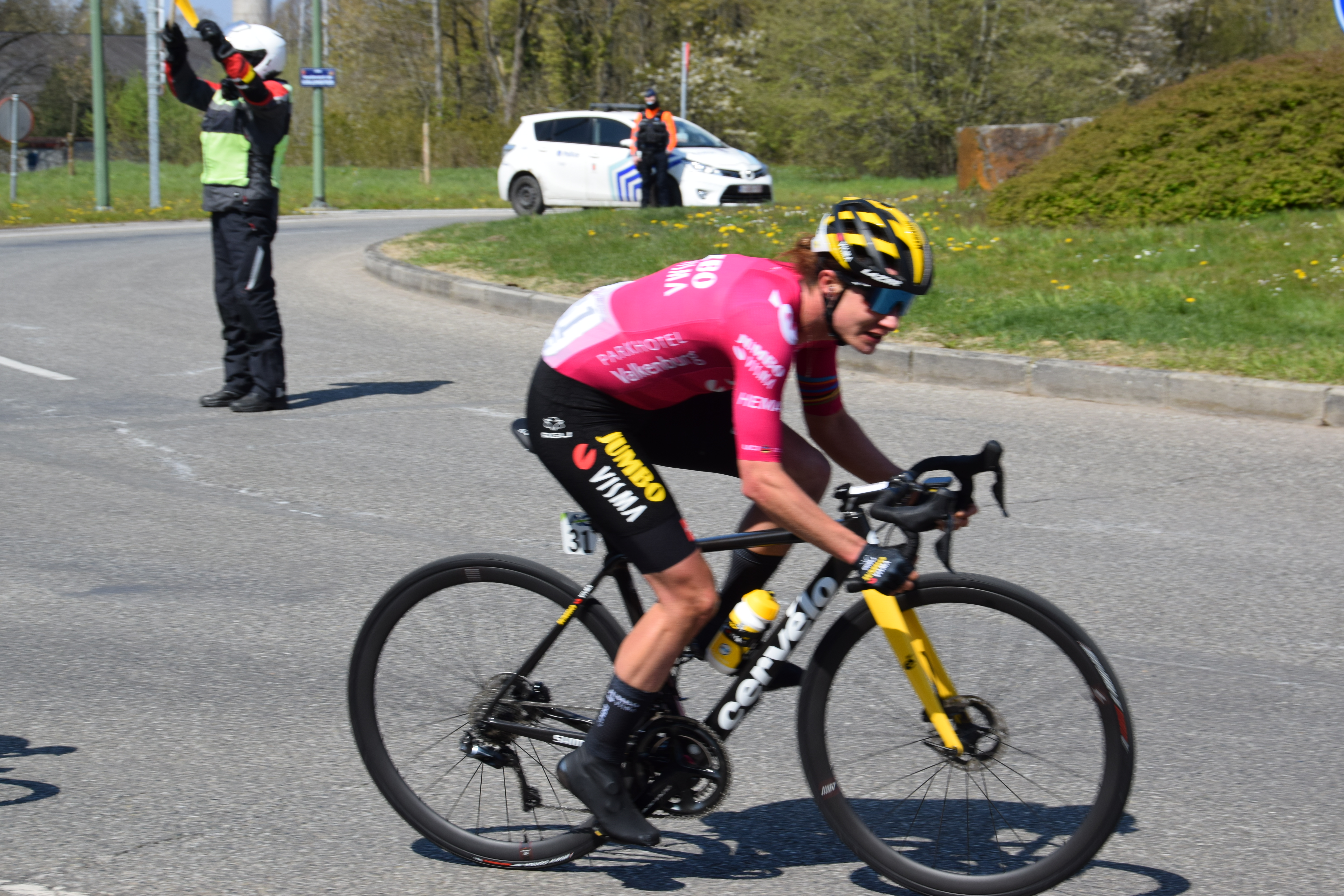
Marianne Vos in de leiderstrui tijdens Luik-Bastenaken-Luik 2021.

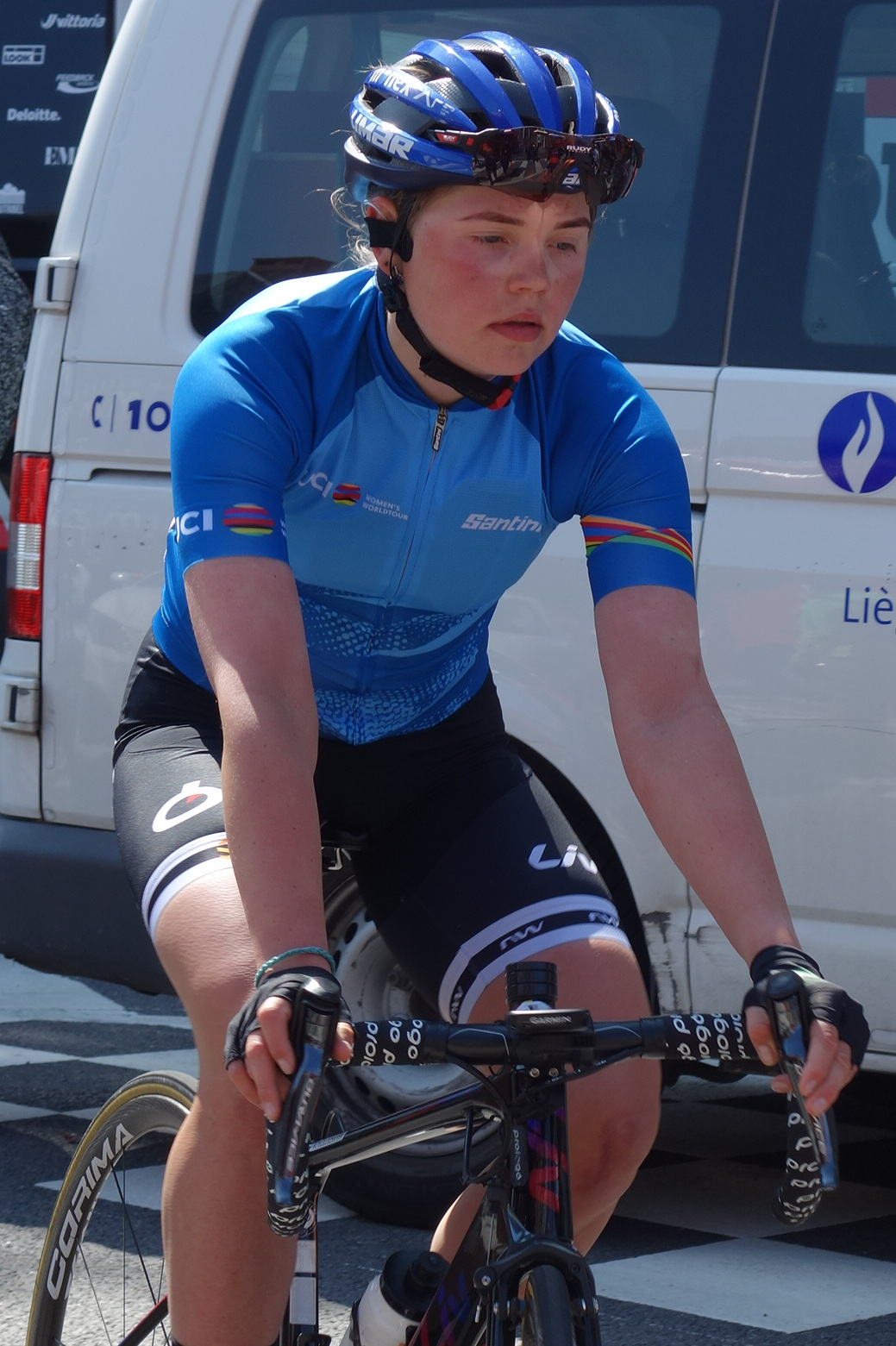
Maria Novolodskaja in de blauwe leiderstrui van het jongerenklassement.

De UCI Women's World Tour 2021 is de zesde editie van deze internationale wielerwedstrijdcyclus voor vrouwen, georganiseerd door de UCI. De eerste Women's World Tour in 2016 verving de wereldbeker voor vrouwen, die tussen 1998 en 2015 bestond. Het niveau onder deze competitie is de UCI Women's ProSeries.
In 2020 werd een deel van de wedstrijden geannuleerd vanwege de Coronapandemie. De meeste keerden in 2021 weer terug op de kalender. Enkel de Giro Rosa deed een stap terug uit de World Tour en kwam in de UCI Women's ProSeries 2021. Ook de Ronde van Californië die in 2020 niet plaatsvond, keerde niet terug. De in 2020 afwezige RideLondon Classique keerde in 2021 aanvankelijk terug op de kalender, maar werd later alsnog afgelast. In 2019 maakte de Baskische rittenkoers Emakumeen Bira eenmalig deel uit van de World Tour en hield erna op te bestaan. In 2021 zouden twee nieuwe Spaanse etappekoersen deel uit gaan maken van de World Tour: de Ronde van het Baskenland en de Ronde van Burgos. Samen met de driedaagse Madrid Challenge zou Spanje in 2021 drie meerdaagse wedstrijden op het hoogste niveau tellen. In februari werd bekend dat de Ronde van het Baskenland werd vervangen door de eendagskoers Clásica San Sebastián. Op de vernieuwde kalender gedurende het seizoen 2020 stond de primeur van een vrouweneditie van Parijs-Roubaix. Deze werd vanwege de pandemie afgelast, maar staat in 2021 wel weer op de kalender. Tien dagen voor de wedstrijd werd de Hel van het Noorden uitgesteld naar oktober.
In 2020 kon enkel de Cadel Evans Great Ocean Road Race in Australië op de geplande datum doorgaan. Vanwege de voortdurende pandemie was in 2021 de Cadel Evans race de eerste wedstrijd die afgelast werd. Daarnaast heeft de Ronde van Drenthe een verzoek ingediend om de wedstrijd te verplaatsen van 14 maart naar 10 oktober en werd geplaatst op 23 oktober. Ook de Women's Tour en de Tour of Chongming vroegen uitstel aan. Later werden de Chinese koersen in Chongming en Guangxi alsnog afgelast.

## Ploegen
In 2020 werden World Tourploegen ingevoerd met startrecht en -plicht. De acht ploegen met deze status in 2020 werden aangevuld met het Team SD Worx.
- Alé BTC Ljubljana
- Team BikeExchange
- Canyon-SRAM
- Team DSM
- FDJ Nouvelle-Aquitaine Futuroscope
- Liv Racing
- Movistar Team
- Team SD Worx
- Trek-Segafredo

## Overzicht
| Datum                  | Wedstrijd                           | Winnares                    | Ploeg             | Leidster                    |
| ---------------------- | ----------------------------------- | --------------------------- | ----------------- | --------------------------- |
| 30 januari             | Cadel Evans Great Ocean Road Race   | geannuleerd                 | geannuleerd       | geannuleerd                 |
| 6 maart                | Strade Bianche                      | Chantal van den Broek-Blaak | Team SD Worx      | Chantal van den Broek-Blaak |
| 21 maart               | Trofeo Alfredo Binda                | Elisa Longo Borghini        | Trek-Segafredo    | Elisa Longo Borghini        |
| 25 maart               | Classic Brugge-De Panne             | Grace Brown                 | Team BikeExchange | Elisa Longo Borghini        |
| 28 maart               | Gent–Wevelgem in Flanders Field     | Marianne Vos                | Team Jumbo-Visma  | Marianne Vos                |
| 4 april                | Ronde van Vlaanderen                | Annemiek van Vleuten        | Movistar Team     | Elisa Longo Borghini        |
| 18 april               | Amstel Gold Race                    | Marianne Vos                | Team Jumbo-Visma  | Marianne Vos                |
| 21 april               | Waalse Pijl                         | Anna van der Breggen        | Team SD Worx      | Marianne Vos                |
| 25 april               | Luik-Bastenaken-Luik                | Demi Vollering              | Team SD Worx      | Elisa Longo Borghini        |
| 20-23 mei              | Ronde van Burgos                    | Anna van der Breggen        | Team SD Worx      | Annemiek van Vleuten        |
| 30 mei                 | RideLondon Classique                | geannuleerd                 | geannuleerd       | Annemiek van Vleuten        |
| 27 juni 26 juni        | La Course by Le Tour de France      | Demi Vollering              | Team SD Worx      | Demi Vollering              |
| 14-16 mei 31 juli      | Itzulia Women Clásica San Sebastián | Annemiek van Vleuten        | Movistar Team     | Annemiek van Vleuten        |
| 7 augustus             | Postnord Vårgårda WestSweden (TTT)  | geannuleerd                 | geannuleerd       | Annemiek van Vleuten        |
| 8 augustus             | Postnord Vårgårda WestSweden        | geannuleerd                 | geannuleerd       | Annemiek van Vleuten        |
| 12-15 augustus         | Ladies Tour of Norway               | Annemiek van Vleuten        | Movistar Team     | Annemiek van Vleuten        |
| 24-29 augustus         | Simac Ladies Tour                   | Chantal van den Broek-Blaak | Team SD Worx      | Annemiek van Vleuten        |
| 30 augustus            | GP de Plouay-Bretagne               | Elisa Longo Borghini        | Trek-Segafredo    | Annemiek van Vleuten        |
| 2-5 september          | Ceratizit Challenge by La Vuelta    | Annemiek van Vleuten        | Movistar Team     | Annemiek van Vleuten        |
| 11 april 2 oktober     | Parijs-Roubaix                      | Elizabeth Deignan           | Trek-Segafredo    | Annemiek van Vleuten        |
| 7-12 juni 4-9 oktober  | The Women's Tour                    | Demi Vollering              | Team SD Worx      | Annemiek van Vleuten        |
| 6-8 mei, 14-16 oktober | Tour of Chongming Island            | geannuleerd                 | geannuleerd       | Annemiek van Vleuten        |
| 19 oktober             | Ronde van Guangxi                   | geannuleerd                 | geannuleerd       | Annemiek van Vleuten        |
| 14 maart 23 oktober    | Ronde van Drenthe                   | Lorena Wiebes               | DSM               | Annemiek van Vleuten        |

## Puntentelling

Leiderstrui in Women's World Tour

Jongerentrui Women's World Tour

### Individueel klassement
De nummers één tot en met veertig behalen punten in zowel de eendagskoersen als voor het eindklassement in de etappewedstrijden.
| Plaats | 1e  | 2e  | 3e  | 4e  | 5e  | 6e  | 7e  | 8e  | 9e | 10e | 11e | 12e | 13e | 14e | 15e | 16e t/m 20e | 21e t/m 30e | 31e t/m 40e |
| Punten | 400 | 320 | 260 | 220 | 180 | 140 | 120 | 100 | 80 | 68  | 56  | 48  | 40  | 32  | 28  | 24          | 16          | 8           |

## Eindklassementen
| №  | Individueel klassement      | Punten |
| -- | --------------------------- | ------ |
|    | Annemiek van Vleuten        | 3.177  |
|    | Demi Vollering              | 2.547  |
|    | Elisa Longo Borghini        | 2.509  |
| 4  | Marianne Vos                | 2.477  |
| 5  | Cecilie Uttrup Ludwig       | 1.692  |
| 6  | Anna van der Breggen        | 1.640  |
| 7  | Katarzyna Niewiadoma        | 1.463  |
| 8  | Marlen Reusser              | 1.275  |
| 9  | Chantal van den Broek-Blaak | 1.083  |
| 10 | Grace Brown                 | 1.066  |

| № | Jongerenklassement (-23) | Punten |
| - | ------------------------ | ------ |
|   | Niamh Fisher-Black       | 34     |
|   | Évita Muzic              | 32     |
|   | Maria Novolodskaja       | 22     |
| 4 | Pfeiffer Georgi          | 10     |
| 4 | Anna Shackley            | 10     |
| 6 | Franziska Koch           | 8      |
| 7 | Clara Copponi            | 6      |
| 7 | Kata Blanka Vas          | 6      |
| 7 | Sarah Gigante            | 6      |
| 7 | Vittoria Guazzini        | 6      |

| №  | Ploegenklassement                  | Punten |
| -- | ---------------------------------- | ------ |
|    | Team SD Worx                       | 8.188  |
|    | Trek-Segafredo                     | 5.207  |
|    | Movistar Team                      | 5.043  |
| 4  | FDJ Nouvelle-Aquitaine Futuroscope | 3.957  |
| 5  | Alé BTC Ljubljana                  | 3.348  |
| 6  | Jumbo-Visma                        | 3.259  |
| 7  | Liv Racing                         | 3.146  |
| 8  | Canyon-SRAM                        | 3.120  |
| 9  | DSM                                | 2.736  |
| 10 | BikeExchange                       | 2.227  |

Strade Bianche ·
Trofeo Alfredo Binda-Comune di Cittiglio ·
Driedaagse Brugge-De Panne ·
Gent-Wevelgem ·
Ronde van Vlaanderen ·
Amstel Gold Race ·
Waalse Pijl ·
Luik-Bastenaken-Luik ·
Ronde van Burgos ·
La Course by Le Tour de France ·
Clásica San Sebastián ·
Ronde van Noorwegen ·
Simac Ladies Tour ·
GP de Plouay-Bretagne ·
Ceratizit Challenge by La Vuelta ·
Parijs-Roubaix ·
The Women's Tour ·
Ronde van Drenthe
Afgelaste wedstrijden: Cadel Evans Great Ocean Road Race · RideLondon Classique · Postnord Vårgårda WestSweden · Ronde van Chongming · Ronde van Guangxi
World Cup:
1998 · 
1999 · 
2000 · 
2001 · 
2002 · 
2003 · 
2004 · 
2005 · 
2006 · 
2007 · 
2008 · 
2009 · 
2010 · 
2011 · 
2012 · 
2013 · 
2014 · 
2015
World Tour:
2016 · 
2017 · 
2018 · 
2019 · 
2020 · 
2021 ·
2022 ·
2023 ·
2024 ·
2025
Huidige koersen:
Tour Down Under · Cadel Evans Great Ocean Road Race · Ronde van de Verenigde Arabische Emiraten · Omloop Het Nieuwsblad · Strade Bianche · Ronde van Drenthe · Trofeo Alfredo Binda · Classic Brugge-De Panne · Gent-Wevelgem · Ronde van Vlaanderen · Parijs-Roubaix · Amstel Gold Race · Waalse Pijl · Luik-Bastenaken-Luik · Ronde van Chongming · Ronde van het Baskenland · Ronde van Burgos · RideLondon Classique · The Women's Tour · Ronde van Zwitserland · Copenhagen Sprint · Giro Donne · Tour de France Femmes · Ronde van Scandinavië · Classic Lorient Agglomération · Simac Ladies Tour · La Vuelta Femenina · Ronde van Romandië · Ronde van Guangxi
Voormalige koersen:
Philadelphia Cycling Classic · Ronde van Californië · Emakumeen Bira · La Course by Le Tour de France · Open de Suède Vårgårda